# Smittia allocera
Smittia allocera är en tvåvingeart som först beskrevs av Jean-Jacques Kieffer 1918.  Smittia allocera ingår i släktet Smittia och familjen fjädermyggor.
Artens utbredningsområde är Tunisien. Inga underarter finns listade i Catalogue of Life.